# Пеберн, Матье
Матье Пеберн (фр. Mathieu Peybernes; 21 октября 1990 года, Тулуза) — французский футболист, защитник кипрского клуба «Аполлон (Лимасол)».

## Клубная карьера
Матье Пеберн начинал свою карьеру футболиста в «Сошо». 2 мая 2010 года он дебютировал в французской Лиге 1, выйдя на замену в гостевом матче с «Ренном». 21 августа 2011 года Пеберн забил свой первый гол на высшем уровне, открыв счёт в гостевом поединке против «Нанси». В июле 2014 года он перешёл в «Бастию», подписав трёхлетний контракт.
В январе 2017 года Матье Пеберн стал игроком «Лорьяна», а в июле того же года был отдан в аренду турецкому «Гёзтепе». 2 августа 2018 перешёл на правах аренды в клуб испанской Сегунды «Спортинг Хихон».

## Достижения
«Бастия»
- Финалист Кубка французской лиги : 2014/15